# 永井爱
永井爱（日语：／ Nagai Ai，1951年10月16日—）是日本女剧作家、导演。

## 生平
东京都出身。桐朋学园艺术短期大学戏剧专业毕业。日本剧作家协会前会长、理事。作为研究生参加了春秋团，与在那里遇到的大石静于1981年组成了“二兔社”。剧本、演出等职务工作由两人完成。1991年，大石静离开了二兔社，之后由永井爱独自一人主宰。